# Carl von Horn
För andra betydelser, se Carl von Horn (olika betydelser).
Carl C:son von Horn, född 15 juli 1903 i Vittskövle i Skåne, död 13 mars 1989 i Klagstorp, var en svensk militär (generalmajor) med flera uppdrag för Förenta nationerna.

## Biografi
Carl von Horn blev officer vid kavalleriregementet Livgardet till häst (K 1) 1923. Han blev kapten vid generalstaben 1935, verksam vid trängen 1939, major 1942 vid generalstaben och försvarsstaben och samma år byråchef vid järnvägsstyrelsens militärbyrå. Han befordrades till överstelöjtnant 1945, då han också blev chef för försvarsstabens kommunikationsavdelning. 1947 utsågs von Horn till militärattaché i Oslo, och året därpå flyttade han till Köpenhamn där han fått motsvarande tjänst. 1949 återvände han till Sverige och tog tjänst vid Norra Smålands regemente (I 12) och året efter befordrades han till överste och chef för Kronobergs regemente (I 11) i Växjö. Han stannade där i sju år; 1957 fick han ansvaret som befälhavare över Malmö försvarsområde (Fo 11).

### FN-karriär
I början av 1958 utsågs Carl von Horn av Dag Hammarskjöld till chef för FN:s vapenstilleståndskommission skapad efter 1948 års arabisk-israeliska krig, och tilldelades då graden generalmajor. År 1960 blev han med kort varsel överbefälhavare för FN-trupperna i Kongo-Léopoldville under inledningen av vad som kom att utvecklas till Kongokrisen, ett uppdrag han lämnade efter sex månader. von Horn återvände då till arbetet för FN i Palestina. År 1963 skickades han för att leda FN-observationsgrupp United Nations Yemen Observation Mission (UNYOM) i Jemen där strider pågick mellan regeringstrupper och rebeller.
Carl von Horn har beskrivits som en arrogant ledare, och även under uppdraget i Jemen blev han osams med sina överordnade. von Horn sade plötsligt upp sig och anklagade FN för att ge för lite resurser till uppdraget, anklagelser som generalsekreteraren U Thant beskrev som "oansvariga och vårdslösa".

## Privatliv
von Horn var son till ryttmästare Carl von Horn och Martha Stjernswärd. Den yngre brodern Jan von Horn valde också den militära banan och blev så småningom överste och försvarsattaché i London och Haag.
von Horn var gift tre gånger. Första äktenskapet var 1925–1944 med friherrinnan Maud von Otter (1904–1974). Han gifte sig för andra gången 1945 med Bibi Englund (1919–1962) och tredje gången 1964 med Elisabeth Liljeroth (1932–2015).  Carl von Horn är begraven på Källstorps kyrkogård.

## Utmärkelser
- Kommendör av 1. klass av Svärdsorden (KSO1kl)[8]
- Riddare av Nordstjärneorden (RNO)[8]
- Riddare av Vasaorden (RVO)[8]
- Kommendör av Norska Sankt Olavsorden (KNS:tOO)[9]
- Officer av Storbritanniska Empireorden (OffStbEmpO)[9]
- Riddare av Belgiska Leopold II:s orden (RBLeopII:sO)[9]
- Finska Frihetskorsets orden av 4:e klass med svärd (FFrK4klmsv)[9]
- Konung Christian X:s Frihetsmedalj (ChX:sFrM)[9]
- Haakon VII:s Frihetskors (HVII:sFrK)[9]
- Kronobergs befäls(utbildnings)-förbunds guldmedalj (KronobbfbGM)[9]
- Kronobergs skytteförbunds guldmedalj (KronobsfbGM)[9]
- Svenska Röda Korsets silvermedalj (SRKSM)[9]
- Centralförbundet för befälsutbildnings silvermedalj (CFBSM)[9]
- United Nations Emergency Force Medal (UNEFM)[9]